# دادلی (میزوری)
دادلی (به انگلیسی: Dudley) یک شهر در ایالات متحده آمریکا است که در شهرستان استادار، میزوری واقع شده‌است. دادلی ۱٫۰۱ کیلومتر مربع مساحت و ۲۳۲ نفر جمعیت دارد و ۱۰۸ متر بالاتر از سطح دریا واقع شده‌است.